# Каримськ (Бурятія)
Каримськ (рос. Карымск) — село Прибайкальського району, Бурятії Росії. Входить до складу Сільського поселення Турунтаївського.
Населення — 258 осіб (2015 рік).